# Kältemaschine von Marcel Audiffren
Die Kältemaschine von Audiffren war um 1890 eine Erfindung des französischen Zisterzienser-Abts und Physikers Marcel Audiffren.

## Beschreibung
Schon 1874 und 1876 hatte Carl von Linde Patente für Kältemaschinen erhalten. Lindes Maschinen wurden industriell in Brauereien eingesetzt.
Eine kleinere Kältemaschine erfand Marcel Audiffren in Grasse (im Südosten von Frankreich, wo es im Sommer sehr warm wird) in den frühen 1890er Jahren. Sie wurde später die Basis für den Hauskühlschrank. Als Kältemittel wurde Schwefeldioxid verwendet. Ihr ursprünglicher Zweck war, Flüssigkeiten wie Wein für seine Mönche zu kühlen.

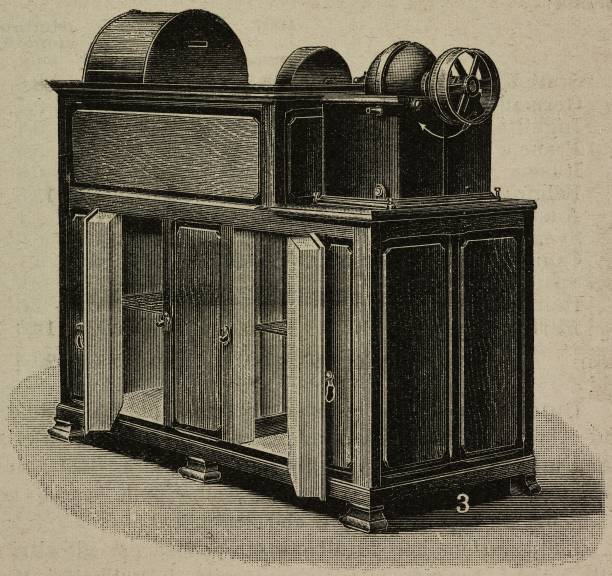
Kühlschrank mit Kältemaschine von Marcel Audiffren (1909)

Im Jahre 1894 meldete Audiffren seine Maschine erst in Frankreich, später in Deutschland, den Vereinigten Staaten sowie weiteren Ländern zum Patent an. Im Patent schrieb er, die Maschine könne von Hand gekurbelt oder von einem Motor angetrieben werden.
1903 wurde in Europa eine überarbeitete Ausführung hergestellt. Diese wurde 1904 in den USA vorgestellt. Auch in Paris wurde die Maschine 1908 am Ersten internationalen Kongress für Kältetechnik vorgestellt.
Brown, Boveri & Cie (BBC) erwarb 1909 die Maschinenlizenz und produzierte ab 1910 den „Rot-Silber-Kühlautomat AS“ für den deutschen Markt bis in die frühen 1930er Jahre in großer Zahl im Werk in Saarbrücken.
1908 erhielt Audiffren zusammen mit Albert Sigrun (1860–1933) ein weiteres US-Patent. C. A. Griscom erwarb beide US-Patente für seine American Audiffren Refrigerating Machine Company. Deren Maschinen wurden von General Electric (GE) in Fort Wayne, Indiana, USA hergestellt. Beworben und verkauft wurden sie von der Firma Johns-Manville. Die erste dieser von GE hergestellten Maschinen wurde 1911 verkauft. Audiffren-Maschinen kosteten damals etwa 1000 US-Dollars; es kostete damit doppelt so viel wie damals ein Auto. Aus diesem Design entwickelte GE den ersten Haushalts-Kühlschrank mit vollständig gasdichter Kältemaschine.